# Pșoneanove, Odesa
Pșoneanove (în ucraineană Пшонянове) este un sat în comuna Vîzîrka din raionul Odesa, regiunea Odesa, Ucraina.

## Demografie
Componența lingvistică a localității Pșoneanove
     Ucraineană (87,57%)
     Română (7,34%)
     Rusă (5,08%)
Conform recensământului din 2001, majoritatea populației localității Pșoneanove era vorbitoare de ucraineană (87,57%), existând în minoritate și vorbitori de română (7,34%) și rusă (5,08%).